# King Naresuan, le souverain du Siam
Série
Naresuan
(2007) King Naresuan: Part Three
(2011)
Pour plus de détails, voir Fiche technique et Distribution.
King Naresuan, le souverain du Siam (ตำนานสมเด็จพระนเรศวรมหาราช, Tamnaan somdet phra Naresuan maharat: Phaak prakaat itsaraphaap) est un film historique thaïlandais réalisé par le prince Chatrichalerm Yukol, sorti en 2007.
Ce film est le deuxième (King Naresuan Part II: Reclaiming Sovereignty) des 6 films sur Naresuan réalisé par Chatrichalerm Yukol de 2007 à 2015.

## Synopsis
En 1569 le roi birman Bayinnaung avait pris et pillé la cité d'Ayutthaya. Le royaume d'Ayutthaya était donc dès lors soumis aux Birmans et contraint de payer un tribut. En 1581, le roi de Birmanie Bayinnaung meurt. Son fils aîné Nandabayin lui succède et Naresuan, fils du roi d'Ayutthaya, va en signe de vassalité lui rendre hommage à Pégou. Puis Naresuan mène les troupes auxiliaires du royaume d'Ayutthaya, qui ont pour devoir d'aider l'armée birmane dans ses combats, dans une expédition victorieuse contre une cité fortifiée Shan inexpugnable. C'est alors que les relations entre Naresuan et les chefs birmans s'enveniment.
En 1590, Naresuan devient roi à la place de son père. Alors il revendique l'indépendance des Thaïs...

## Fiche technique
- Titre français : King Naresuan, le souverain du Siam
- Titres alternatifs : ตำนานสมเด็จพระนเรศวรมหาราช (Tamnaan somdet phra Naresuan maharat: Phaak prakaat itsaraphaap)
- Titres anglais : The Legend of King Naresuan / King Naresuan Part II / Reclaiming Sovereignty
- Réalisation : Chatrichalerm Yukol (thaï : หม่อมเจ้าชาตรีเฉลิม ยุคล)
- Scénario : Chatrichalerm Yukol avec l'aide de l'historien thaï Sunait chutintaranond[2]
- Musique : Richard Harvey
- Montage : Patamanadda Yukol
- Société de distribution : Sahamongkol Film International[3]
- Pays d'origine : Thaïlande
- Genre : Action, drame, historique et guerre
- Durée : 165 minutes
- Date de sortie : 15 février 2007

## Distribution[4],[5]
- Chatchai Plengpanich (ฉัตรชัย เปล่งพานิช) : Roi d'Ayutthaya Thammaracha, père de Naresuan et Ekathotsarot
- ปวีณา ชารีฟสกุล : Reine Wisutkasat, mère de Naresuan et Ekathotsarot
- Wanchana Sawatdee : Prince d'Ayutthaya puis Roi Naresuan[6]
- Nopachai Jayanama (Nopachai Chaiyanam) : Seigneur Rachamanu (Bunting), ami de Naresuan
- Prapadon Suwannabang (Praptpapol Suwanbang ; ปราปต์ปฎล สุวรรณบาง) : Seigneur borgne Chai Buri
- Winthai Suvaree (วินธัย  สุวารี) : Prince Ekathotsarot, petit frère de Naresuan
- Grace Mahadumrongkul (เกรซ  มหาดำรงค์กุล) : Princesse Supankulayaneee, grande sœur de Naresuan
- Taksaorn Paksukcharern (Thaksawn Phaksukjaroen ; ทักษอร ภักดิ์สุขเจริญ) : La charmante Maneechan, petite amie de Naresuan
- Intira Jaroenpura (อินทิรา เจริญปุระ) : Princesse Lekin, guerrière Shan, petite amie du seigneur Rachamanu (Bunting)
- อภิรดี ทศพร : Guerrière Shan Mokmu
- อำภา ภูษิต : Dame ท้าววรจันทร์
- Sorapong Chatree (สรพงษ์ ชาตรี) :Bonze Mahathera Kanchong
- Sompob Benjatikul (สมภพ  เบญจาธิกุล) : Roi de Birmanie Bayinnaung
- Jakkrit Amarat (จักรกฤษณ์  อำมะรัตน์) : Prince birman (puis Roi de Birmanie) Nanda Bayin, fils aîné de Bayinnaung
- Napatsakorn Mitrem (นภัสกร  มิตรเอม) : Prince héritier de Birmanie Minchit Sra, fils de Nanda Bayin

Quelques personnages principaux du film en costume d'époque
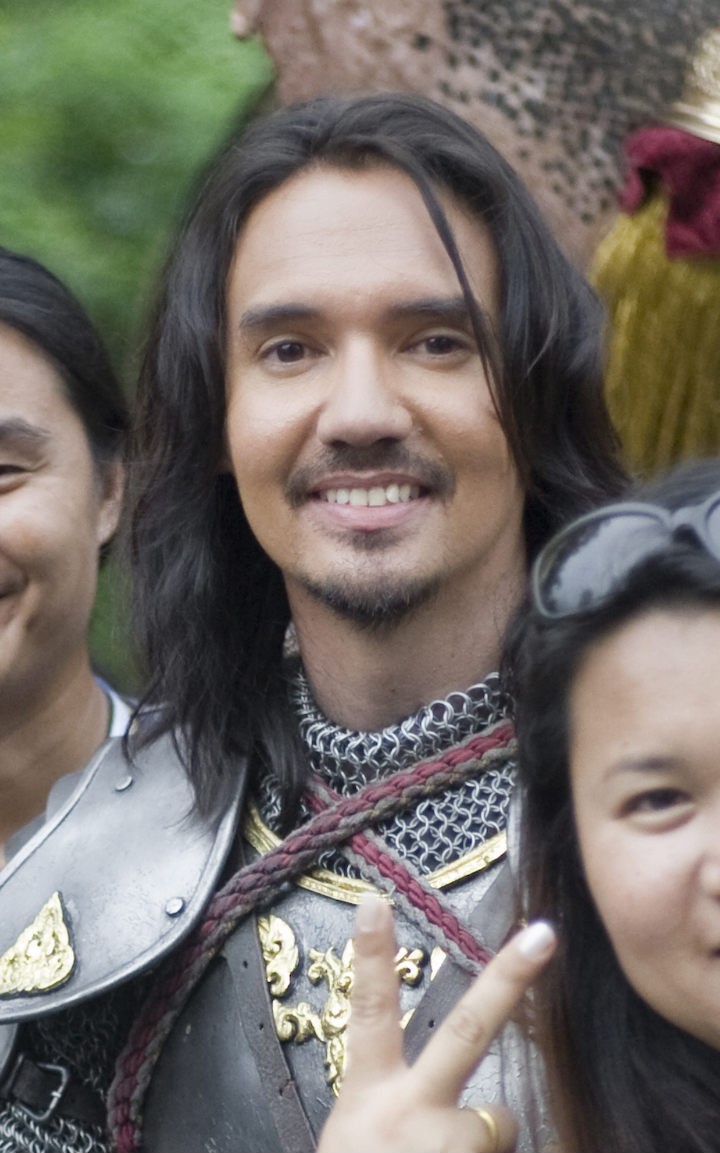
Nopachai Jayanama บุญทิ้ง, ออกราชมนู / (Bunting) Seigneur Rachamanoo, ami de Naresuan
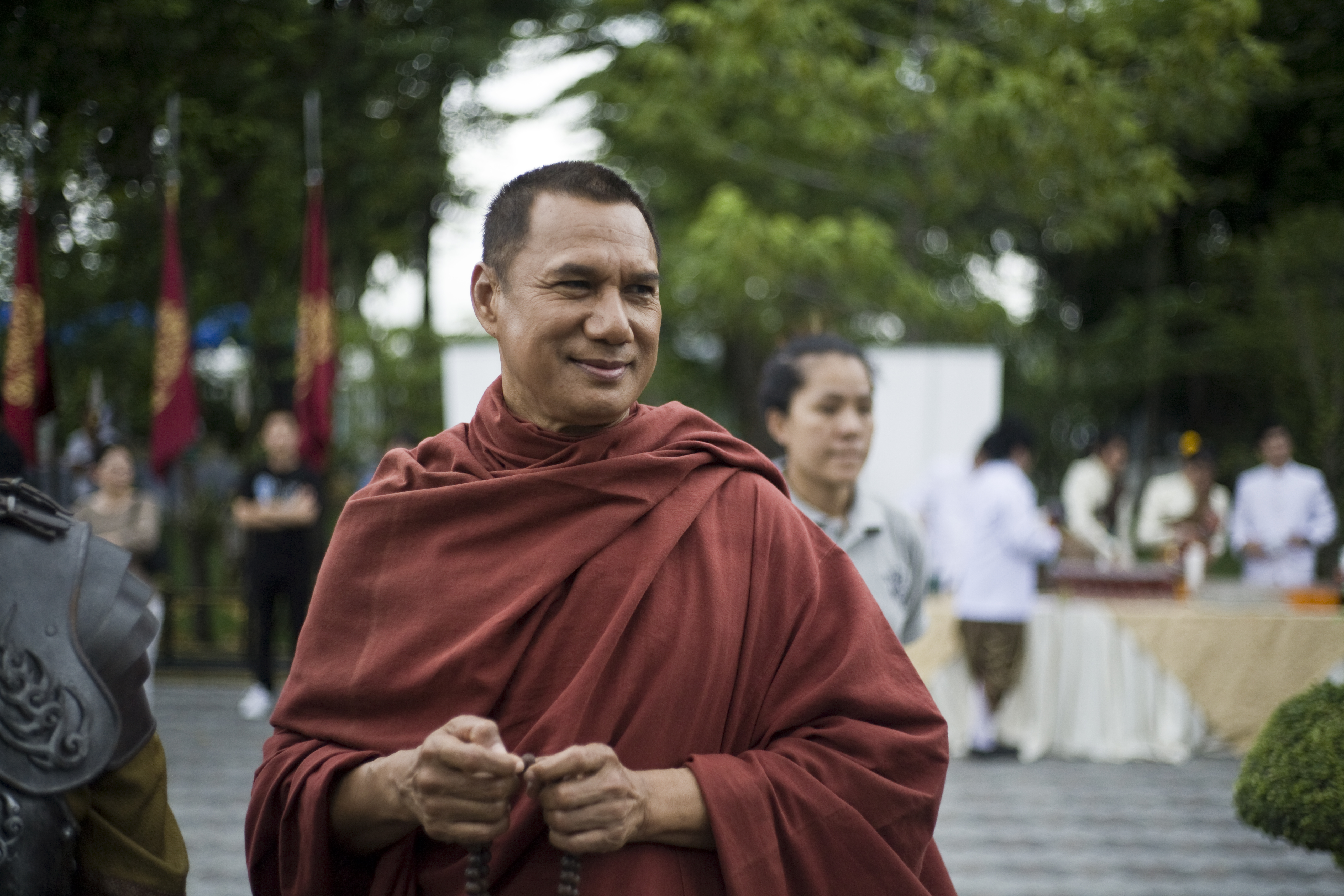
Sorapong Chatree, bonze Kanchong พระมหาเถรคันฉ่อง dans le film Naresuan
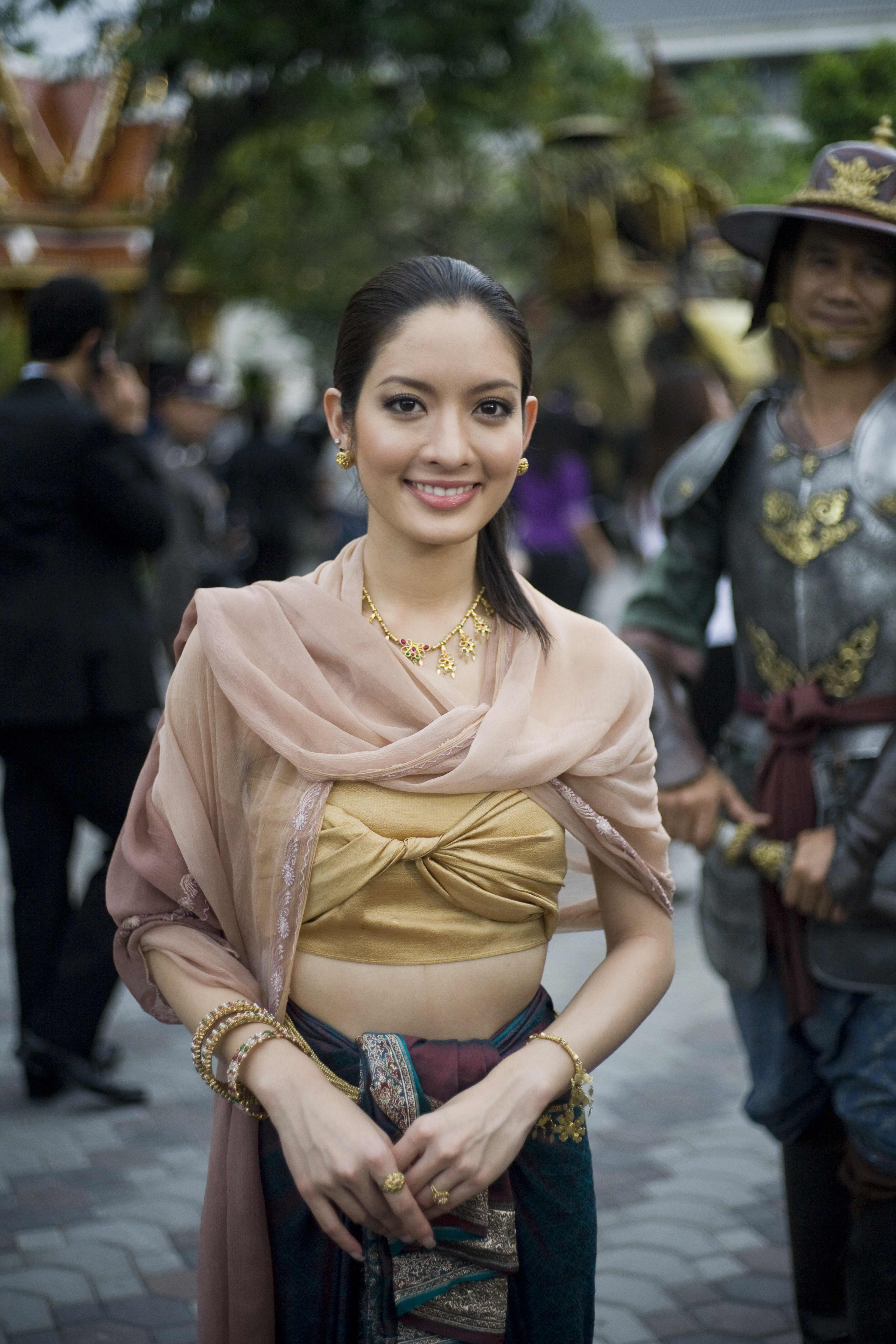
Taksaorn Paksukcharern มณีจันทร์ / Maneechan dans le film Naresuan
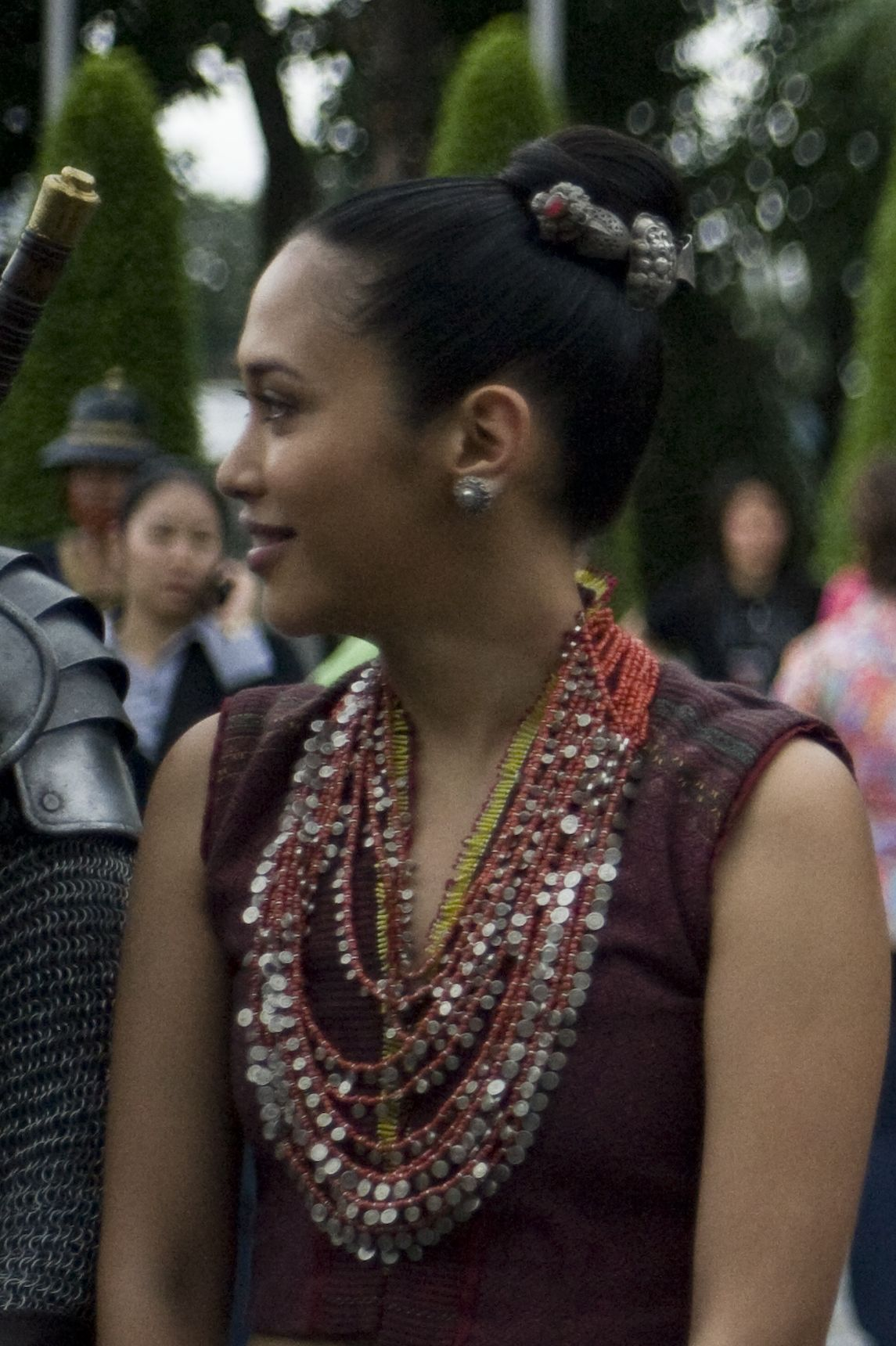
Intira Jaroenpura เล่อขิ่น / Princesse Lekin dans le film Nareusan

Quelques décors : reconstitution de la Cité royale Birmane de Pégou au XVI<sup>ème</sup> siècle etc.
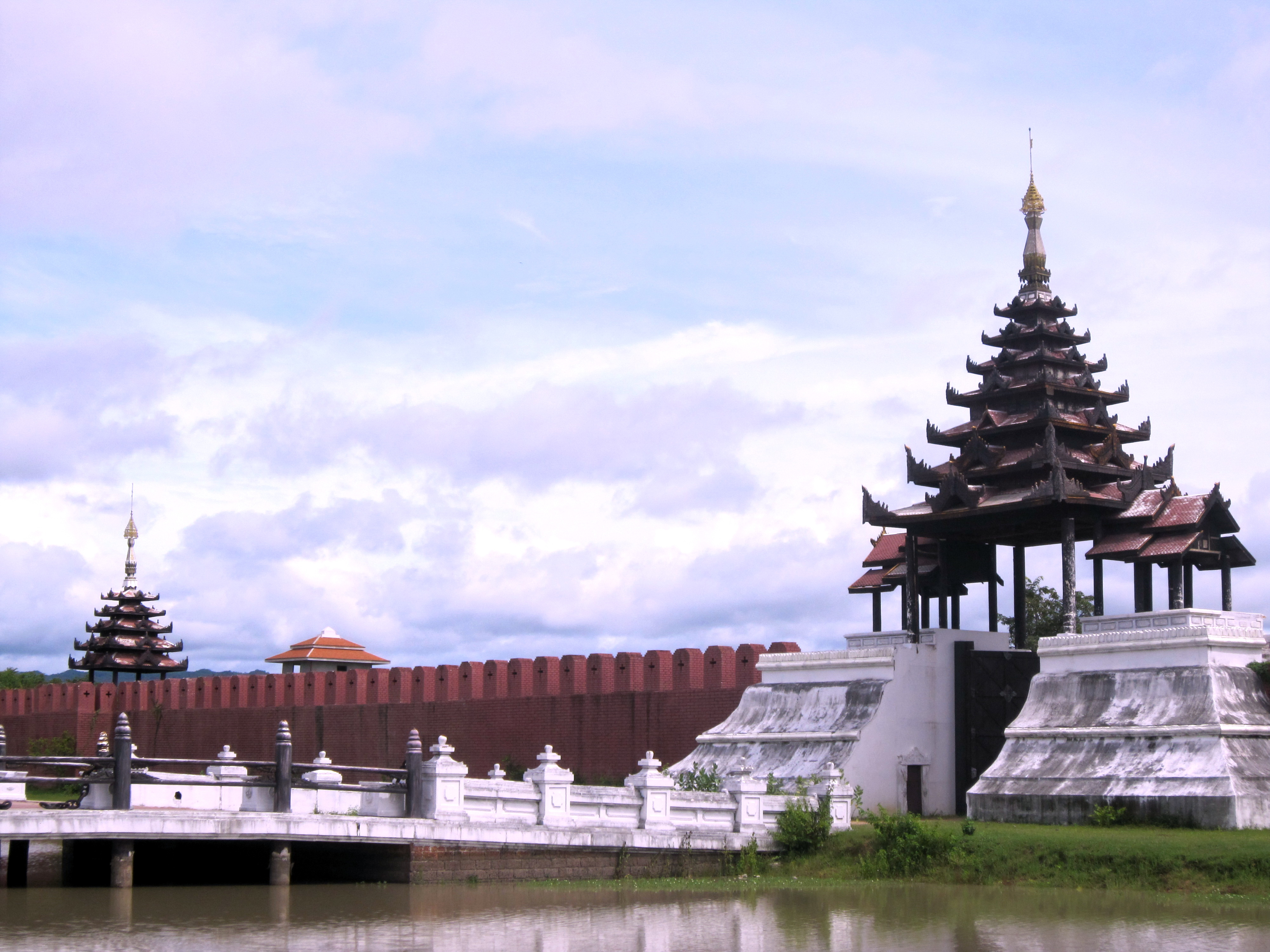
Fortification de la cité de Pégou
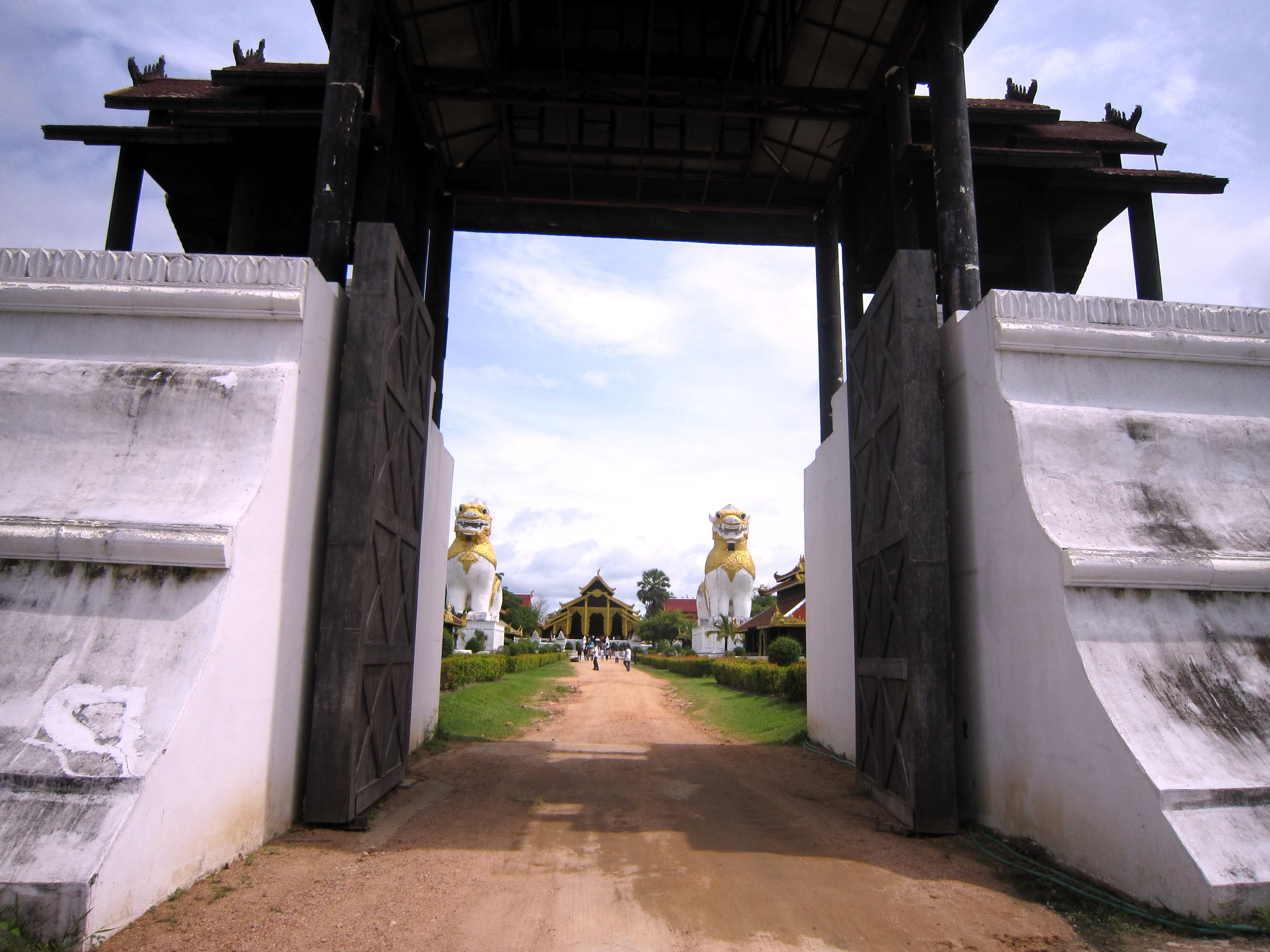
Porte d'entrée de la cité de Pégou
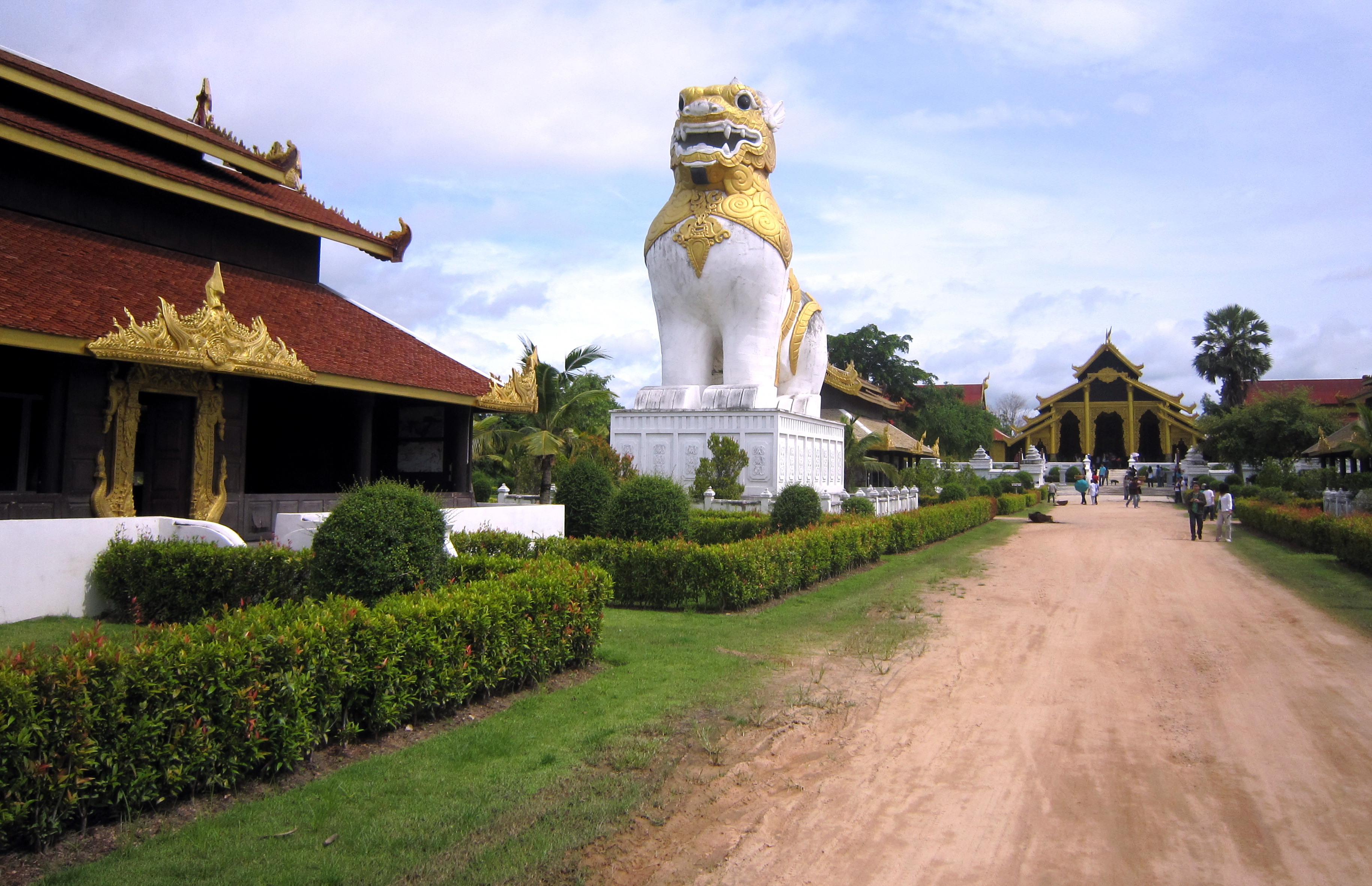
Lion monumental et intérieur de la cité royale de Pégou
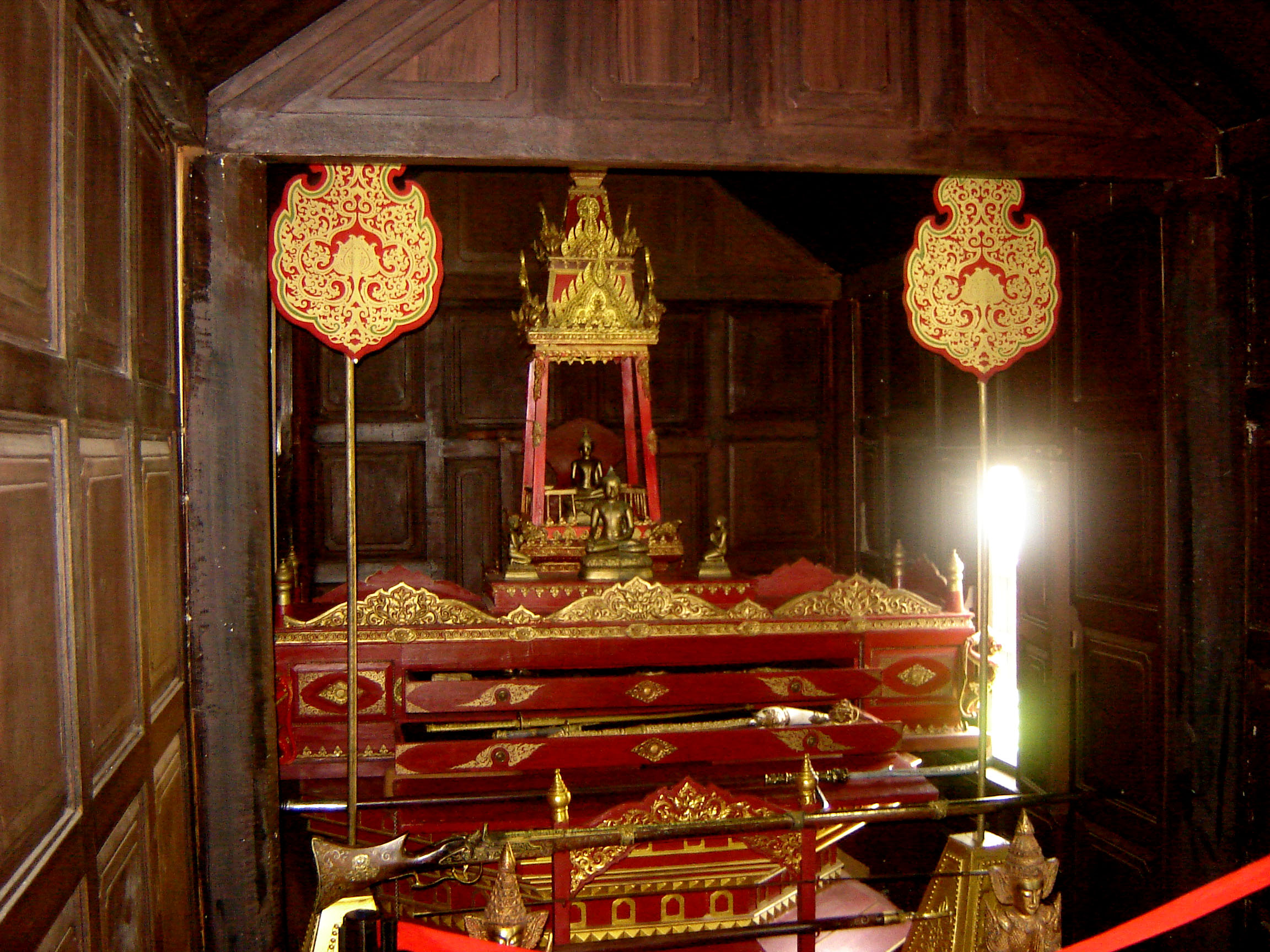
Décor intérieur en bois

## La légende du roi Naresuan le grand (6 films)
ตำนานสมเด็จพระนเรศวรมหาราช (Tamnan Somdet Phra Naresuan Maha Rath) / The Legend of Naresuan :
- Part I, ภาค ๑, องค์ประกันหงสา, Hongsawadee's Hostage, sortie le 18 janvier 2007.
- Part II, ภาค ๒, ประกาศอิสรภาพ (Phaak 2 prakaat itsaraphaap) / King Naresuan, le Souverain du Siam), Reclaiming Sovereignty, sortie le 15 février 2007.
- Part III, ภาค ๓, ยุทธนาวี, Naval Battle, sortie le 31 mars 2011.
- Part IV, ภาค ๔, ศึกนันทบุเรง, The Nanda Bayin War, sortie le 11 août 2011.
- Part V, ภาค ๕, ยุทธหัตถี, Elephant Battle, sortie le 29 mai 2014.
- Part VI, ภาค ๖, อวสานหงสา, The end of Hong Sa, sortie le 9 avril 2015.

## Postérité
La fresque historique des 6 films sur le roi Naresuan fait partie des films thaïlandais qui ont connu le plus grand succès en Thaïlande,.

## Controverse
En 2014, lors d'un séminaire sur la (dé)construction de l'Histoire, l'historien bouddhiste thaïlandais Sulak Sivaraksa émet des doutes quant à l'histoire officielle de la Thaïlande. Il argue, par exemple, que le mythique duel d'éléphants entre le roi Naresuan et le prince héritier birman Minchit Sra (Mingyi Swa), qui avait permis au Siam de repousser les Birmans glorieusement au XVIe siècle (le 25 janvier 1592 ou en 1593), n'a peut-être pas eu lieu, ou du moins pas de la manière dont les livres d'école (et la cinquième partie du film sur Naresuan) en font le récit. Deux fonctionnaires membres des forces de l'ordre l'ont alors accusé de crime de lèse-majesté,, mais finalement, par "manque de preuves", les chefs d'accusation ont été levés.